# جنگل بودونگو
جنگل بودونگو (به لاتین: Budongo Forest) یک جنگل در اوگاندا است که در استان غربی، اوگاندا واقع شده‌است.